# Stevenage Football Club 2010-2011

## Rosa
| N. |                        | Ruolo | Calciatore     |
| -- | ---------------------- | ----- | -------------- |
| 2  | Inghilterra (bandiera) | C     | Lawrie Wilson  |
| 3  | Inghilterra (bandiera) | D     | Scott Laird    |
| 4  | Inghilterra (bandiera) | D     | Darius Charles |
| 5  | Inghilterra (bandiera) | D     | Jon Ashton     |
| 6  | Inghilterra (bandiera) | D     | Luke Foster    |
| 7  | Irlanda (bandiera)     | C     | Darren Murphy  |
| 8  | Inghilterra (bandiera) | C     | Stacy Long     |
| 10 | Inghilterra (bandiera) | A     | Craig Reid     |
| 12 | Inghilterra (bandiera) | A     | Ben May        |
| 13 | Inghilterra (bandiera) | C     | Joel Byrom     |
| 14 | Inghilterra (bandiera) | D     | Mark Roberts   |
| 16 | Inghilterra (bandiera) | P     | Chris Day      |
| 17 | Inghilterra (bandiera) | C     | Peter Winn     |

| N. |                        | Ruolo | Calciatore       |
| -- | ---------------------- | ----- | ---------------- |
| 18 | Inghilterra (bandiera) | C     | David Bridges    |
| 19 | Kenya (bandiera)       | A     | Taiwo Atieno     |
| 20 | Inghilterra (bandiera) | A     | Chris Beardsley  |
| 21 | Inghilterra (bandiera) | C     | John Mousinho    |
| 23 | Inghilterra (bandiera) | C     | Rob Sinclair     |
| 24 | Inghilterra (bandiera) | C     | Michael Bostwick |
| 25 | Inghilterra (bandiera) | D     | Ronnie Henry     |
| 26 | Inghilterra (bandiera) | A     | Byron Harrison   |
| 27 | Tunisia (bandiera)     | A     | Dino Maamria     |
| 29 | Inghilterra (bandiera) | P     | Joe Welch        |
| 31 | Inghilterra (bandiera) | P     | Martyn Margarson |